# Robert Jahoda-Żółtowski
Robert Ludwik Jahoda-Żółtowski vel Jahoda (ur. 24 listopada 1891 w Krakowie, zm. 21 czerwca 1972 tamże) – polski introligator, przedsiębiorca, działacz społeczny, polityk, poseł na Sejm IV (1935–1938) i V (1938–1939) kadencji w II RP.

## Życiorys
Urodził się w rodzinie Roberta (1862–1947), artysty introligatora, i Emilii z Żółtowskich. Nie założył rodziny. Jego stryjem był Karol Jahoda de Lubomir (1860–1953) – pułkownik cesarskiej i królewskiej armii, m.in. komendant żandarmerii konnej w Galicji, generał brygady Wojska Polskiego.

### Wykształcenie
Zdał maturę w Gimnazjum św. Anny w Krakowie, następnie odbył studia w Akademii Handlowej i studia prawnicze na Uniwersytecie Wiedeńskim, studia na Wydziale Filozoficznym Uniwersytetu Jagiellońskiego (5 semestrów w latach 1918–1923 i doktorat). Zdał egzamin czeladniczy i mistrzowski w zawodzie introligatora.

### Służba wojskowa
Na przełomie lat 1911 i 1912 ukończył austriacką szkołę ochotniczą 1 Brygady Artylerii w Krakowie. W czasie I wojny światowej od 1914 walczył w armii austriackiej na froncie rosyjskim, był m.in. dowódcą kolumny amunicyjnej haubic. Od lutego 1918 roku do końca wojny służył na froncie włoskim jako oficer korpusu amunicyjnego 12 Brygady Artylerii Polowej. Jego oddziałem macierzystym był pułk haubic polowych nr 1, który w 1915 został przemianowany na pułk haubic polowych nr 12, a trzy lata później na pułk artylerii polowej nr 112. Na stopień porucznika został mianowany ze starszeństwem z 1 marca 1915, a porucznika ze starszeństwem z 1 lutego 1917 w korpusie oficerów rezerwy artylerii polowej i górskiej.
W październiku 1918 roku wrócił do Polski ze zwartym oddziałem obsługi artyleryjskiej (wyposażonej w konie, uzbrojenie i zapasy pieniężne) i złożył raport przed Polską Komisją Likwidacyjną w Krakowie.
31 stycznia 1919 został przyjęty do Wojska Polskiego z zatwierdzeniem posiadanego stopnia porucznika i przydzielony do Komendy Placu Wojsk Polskich w Krakowie. Służbę pełnił na kolejnych stanowiskach: oficera instrukcyjnego i referenta oświatowego, adiutanta Komendy Miasta Kraków, oficera w Zbrojowni Kraków, a następnie w Generalnym Inspektoracie Artylerii, oficera interwencyjnego w Oddziale II Sztabu Dowództwa Okręgu Generalnego Kraków. W czasie wojny polsko-bolszewickiej w 1920 roku uczestniczył w obronie Warszawy, walcząc w szeregach batalionu zapasowego 6 pułku artylerii ciężkiej. W styczniu 1921 roku został bezterminowo urlopowany, a w maju 1922 roku przeniesiony do rezerwy w stopniu kapitana. 8 stycznia 1924 został zatwierdzony w stopniu kapitana ze starszeństwem z dniem 1 czerwca 1919 i 234. lokatą w korpusie oficerów rezerwy artylerii. Posiadał wówczas przydział w rezerwie do 1 pułku artylerii górskiej w Nowym Sączu.

### Praca i działalność społeczna i polityczna
W okresie międzywojennym prowadził z ojcem zakład introligatorski w Krakowie. W latach 30. jako mistrz introligatorski został członkiem zarządu Związku Izb Rzemieślniczych oraz prezesem krakowskiej Izby Rękodzielniczej i sędzią Sądu Okręgowego Handlowego w Krakowie oraz członkiem Zakonu Rycerskiego Zakonu Bibliofilów, utworzonego przez prof. Kazimierza Witkiewicza oraz członkiem Kapituły Orderu Białego Kruka. Był opiekunem Wielkiej Pieczęci Zakonu i Kapituły Orderu Białego Kruka w latach 1930–1963, cechmistrzem Cechu Introligatorów w Krakowie.
Był też członkiem Państwowej Rady Oświecenia Publicznego przy Ministerstwie Wyznań Religijnych i Oświecenia Publicznego oraz jednym z organizatorów Związku Oficerów Rezerwy i działaczem BBWR.
W wyborach parlamentarnych w 1935 roku został wybrany posłem na Sejm IV kadencji (1935–1938) 13 439 głosami z listy państwowej z okręgu nr 80, obejmującego obwody I, II i III Krakowa. W kadencji tej należał do Parlamentarnej Grupy Krakowskiej (w której był sekretarzem). Pracował w komisjach: kontroli długów państwa (był jej zastępcą członka), przemysłowo-handlowej, skarbowej (w sesji 1935–1936 był jej zastępcą przewodniczącego) i spraw zagranicznych. W 1936 roku został wybrany do specjalnej komisji budowlanej.

W wyborach parlamentarnych w 1938 roku został ponownie wybrany posłem na Sejm V kadencji (1938–1939) z listy państwowej z tego samego okręgu (nr 80). W kadencji tej należał do klubu OZN. Pracował w komisjach: budżetowej, komunikacji, przemysłowo-handlowej, regulacji, skarbowej i spraw zagranicznych. W 1938 roku był wybrany do specjalnej komisji ds. samorządu miejskiego. 

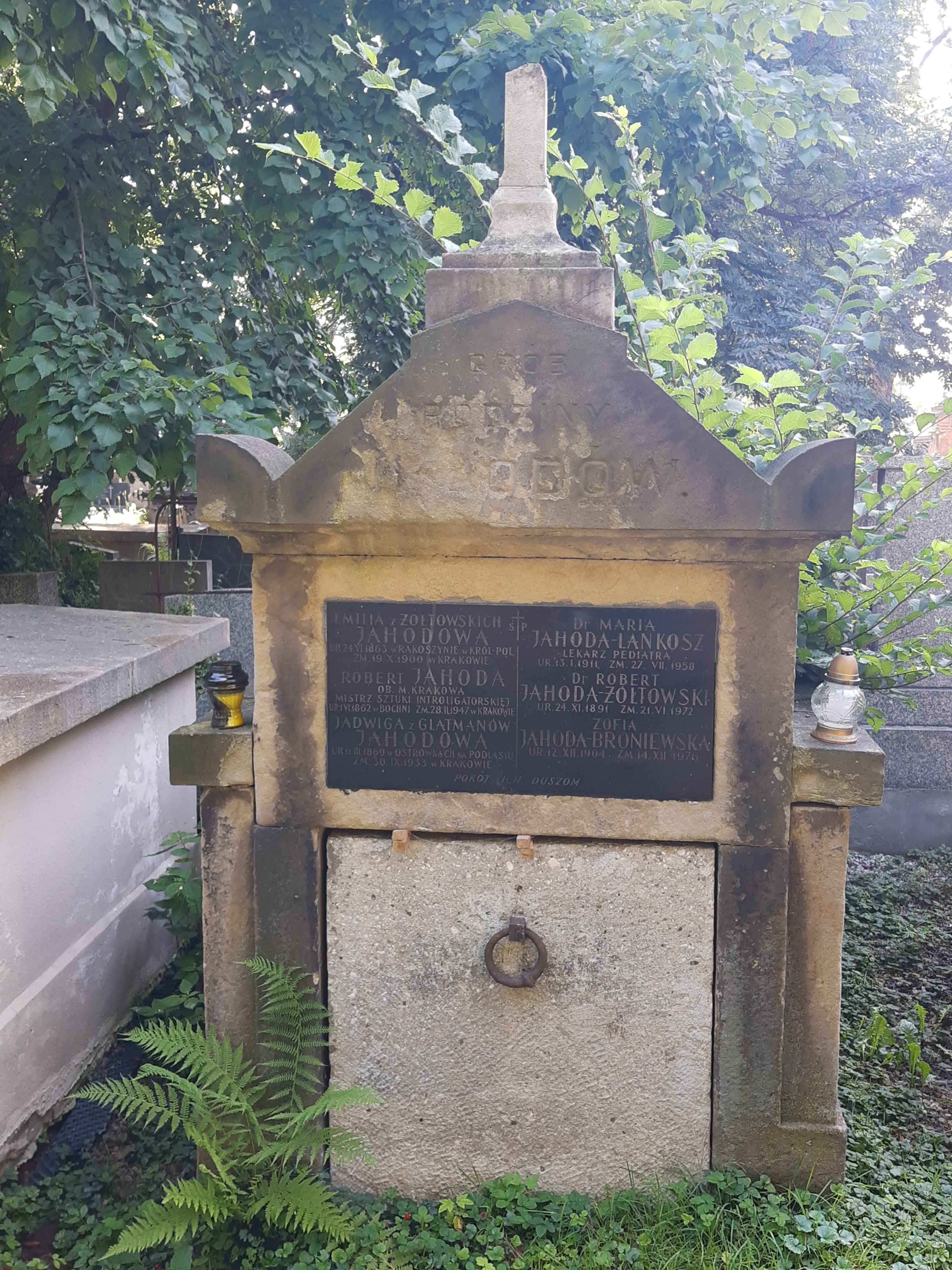
Grób Roberta Jahody na cmentarzu Rakowickim w Krakowie

Po II wojnie światowej, od śmierci ojca (w 1947 roku) kierował rodzinnym zakładem, a następnie po jego upaństwowieniu w 1950 roku i przekształceniu w Spółdzielnię Przemysłu Artystycznego „Starodruk” pracował w niej jako konserwator.
Zmarł w Krakowie. Pochowany na cmentarzu Rakowickim (kwatera FB-zach-po prawej grobu Potulickich).

## Ordery i odznaczenia
- Złoty Krzyż Zasługi (2 lipca 1932)[13]
- Order Białego Kruka, przyznany przez Kapitułę Zakonu Rycerskiego Zakonu Bibliofilów[14].
- Brązowy Medal Zasługi Wojskowej na wstążce Krzyża Zasługi Wojskowej (Austro-Węgry)[4]
- Złoty Krzyż Zasługi na wstążce Medalu Waleczności (Austro-Węgry)[4]